# Среднеленская нефтегазоразведочная экспедиция
Среднеленская нефтеразведочная экспедиция (НРЭ) — была организована 15 апреля 1972 г. в городе Ленске Якутской АССР на базе участка глубокого бурения Северо-Якутской НРЭ. Начальниками экспедиции в разное время были: Н. С. Буравлёв, Е. И. Сафонов, В. В. Зеленский, С. А. Зайцев, Р. А. Гафаров. Главными инженерами — В. И. Маслов, В. И. Васильев, В. В. Зеленский, С. А. Зайцев, Ж. Б. Гайнуллин. Главными геологами — В. В. Токин, А. А. Ануприенко. Отделы АУП, основные службы последовательно возглавляли: геологический — А. А. Ануприенко, В.В.Александров, Н. А. Милько; ПТО — Ф. М. Аминов, В. П. Клевцов, А. В. Поляков, Ж. Б. Гайнуллин, С. И. Колодежный; технологический — З. Б. Захарян, Г. Н. Садловский, С. Н. Безруков; ОГМ — Н. М. Посвятовский, В. П. Ризун, В. М. Комаров, В. Б. Конюхов; ОГЭ — В. П. Ризун, А. И. Арев, В. И. Макаренко; бухгалтерию — А. И. Коновалова; плановый — С. Н. Маслова, Ю. С. Кузнецов; ООТ и ЗП — Л. А. Чубрикова, Т. В. Шишкина; ЦИТС — Р. Н. Абузяров, В. И. Маслов, А. В. Поляков, В. В. Чубриков, Л. В. Кузьмин, К. А. Мягков; ЦИС — К. А. Багдасарян, А. Г. Абжибаров, Г. П. Корытов.
Год от года росли объёмы и качество работ по бурению и испытанию скважин, проводимых экспедицией. В 1988 году, когда буровыми бригадами НГРЭ ПГО «Ленанефтегазгеология» пробурено 113885 метров глубоких скважин (максимальная проходка за все годы ведение ГРР в Якутии), практически половину этого объёма (52479 м) выполнила Среднеленская НГРЭ (С. А. Зайцев, Ж. Б. Гайнулин, А. А. Ануприенко), показав высокую геологическую эффективность работ. Роль коллектива этой экспедиции в создании базы углеводородного сырья на юго-востоке республики нельзя переоценить. За прошедшие 15 лет (1972—1987 г.г.) своей деятельности буровыми бригадами экспедиции было пробурено 510680 м скважин, закончено бурением 240 скважин, испытанием 234 скважины. Достигнута средняя скорость бурения 680 м/ст. месяц. Всего СЛНГРЭ разбурено 23 структуры (площади) в разных частях исследуемых регионов. Открыто и в разной степени разведано 16 нефтегазоконденсатных месторождений, в том числе 4 крупных: Среднеботуобинское, Тас-Юряхское, Верхневилючанское, Талаканское, а также одно уникальное — Чаяндинское. Столь значительные трудовые успехи и геологические результаты достигнутые экспедицией, во многом стали возможными благодаря её начальнику Евгению Ивановичу Сафонову, опытному организатору ГРР, возглавлявшему СЛНГРЭ в течение 1972—1987 гг. Активно занимаясь производственным процессом, он при этом уделял большое внимание развитию социальной сферы нефтегазоразведчиков. Начиная с 1982 года Среднеленская НГРЭ регулярно занимала первые места в соревновании с аналогичными коллективами Министерства геологии СССР. В 1984 г. СЛНГРЭ было присуждено первое место в РСФСР с вручением Красного Знамени Совета Министров и ВЦСПС. Экспедиция была занесена на Доску Почёта ВДНХ СССР. А в 1987 г. она стала победителем в соревновании среди трудовых коллективов страны с вручением ордена Трудового Красного знамени.

Источники: